# Les Éparres
Les Éparres är en kommun i departementet Isère i regionen Auvergne-Rhône-Alpes i sydöstra Frankrike. Kommunen ligger i kantonen Bourgoin-Jallieu-Sud som tillhör arrondissementet La Tour-du-Pin. År 2022 hade Les Éparres 976 invånare.

## Befolkningsutveckling
Antalet invånare i kommunen Les Éparres
Referens:INSEE